# Golfo di Fethiye
Il Golfo di Fethiye (in turco Fethiye Körfezi) è un golfo del Mar Mediterraneo nel sud-ovest della Turchia. Le città di Fethiye e Göcek della provincia di Muğla sono situate intorno al golfo. È delimitato a ovest da Capo Kurdoğlu (in turco Kurtoğlu Burnu) e a est da Capo İblis/Capo Angistro (in turco İblis Burnu). È una zona popolare per il turismo e la nautica. Fino al 1923 era conosciuto come Golfo di Meğri/Makri/Macre/Mekri, l'antico nome di origine greca di Fethiye.

## Storia
Il golfo si trova nell'antica Licia e nell'antichità era conosciuto come Golfo di Telmessos o Seno di Glauco (presumibilmente per Glauco, figlio di Ippoloco). Su di esso si affacciavano le antiche città di Lydae e Telmessos (la moderna Fethiye).

## Geografia
La strada D400 attraversa le coste settentrionali e orientali del golfo. L'isola del Cavaliere (in turco  Şövalye Adası), di fronte a Fethiye, funge da frangiflutti al porto della città. Le isole che si trovano a ovest del golfo, in direzione NW-SE, sono conosciute come le Dodici Isole. Le principali sono:  Tersane Adası, Domuz Adası, Zeytinli Adası, Yassı Adalar, Kızılada, Şövalye Adası, Katrancı Adası, Delikli Adalar, Kızlan Ada.
Il Golfo si è formato in un'area collassata durante i movimenti tettonici del terziario e quaternario. Le acque del mare riempirono i fondivalle crollati e nelle valli dei piccoli corsi d'acqua laterali si formarono delle baie interne (come la baia di Göcek).

## Turismo
La baia di Göcek è molto frequentata dal turismo nautico. L'antica città di Telmessos con le sue tombe rupestri, la Moschea di Cezayirli sono importanti mete turistiche. Kayaköy, che è stata abbandonata durante lo scambio di popolazioni tra Grecia e Turchia del 1922, è diventata recentemente anch'essa una meta turistica. Vale la pena visitare la Baia di Göçek, la Baia di Turunç Pınarı, la Baia di Samanlık, la Baia di Boncuklu e la Baia di Kalemya.

## Clima e vegetazione
Il clima mediterraneo è dominante intorno al Golfo. Fino a 600 metri di altitudine si trova la macchia mediterranea, mentre ad altitudini superiori si trovano foreste di pini rossi, cedri e larici. Gli alberi di Liquidambar crescono intorno a Göcek, Küçük Kargı, İnlice.

## Area protetta
L'area di 805,37 km² che circonda l'intero golfo via terra è stata dichiarata Zona di Protezione Speciale Fethiye-Göçek nel 1990. L'obiettivo è quello di proteggere le sue bellezze storiche e naturali, le spiagge dove si riproduce la Caretta caretta e gli alberi endemici di Liquidambar..
Le coste, le isole e gli scogli del golfo sono l'area di riproduzione della foca monaca mediterranea, che è in pericolo di estinzione..

## Problemi
Per evitare l'abbassamento della baia a causa dei sedimenti portati nella baia dai corsi d'acqua, sono state realizzate opere di bonifica nei corsi d'acqua..
Il Golfo di Fethiye è un'area sismica, il 10 giugno 2012 si è verificato un terremoto di magnitudo 6.0. Il terremoto si è verificato nella baia della sorgente di Elena..

## Galleria d'immagini

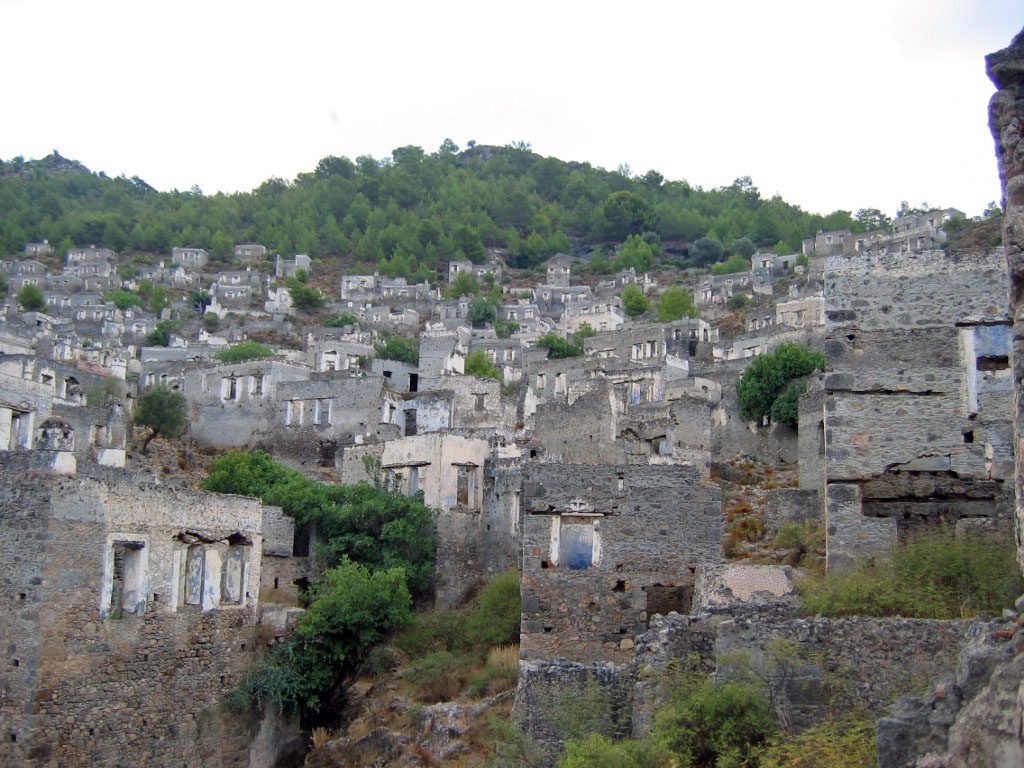
Kayaköy
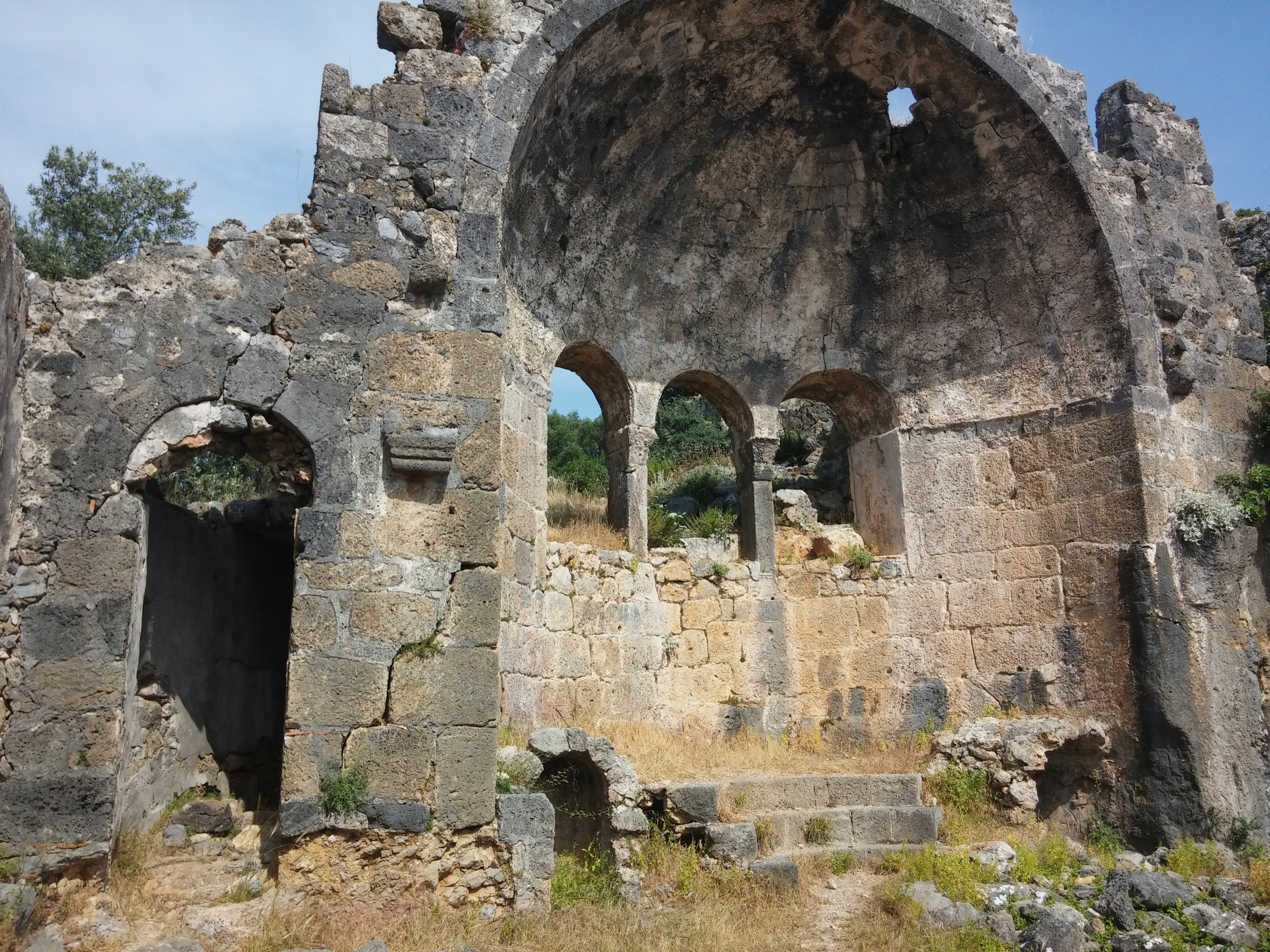
Gemiler Adası
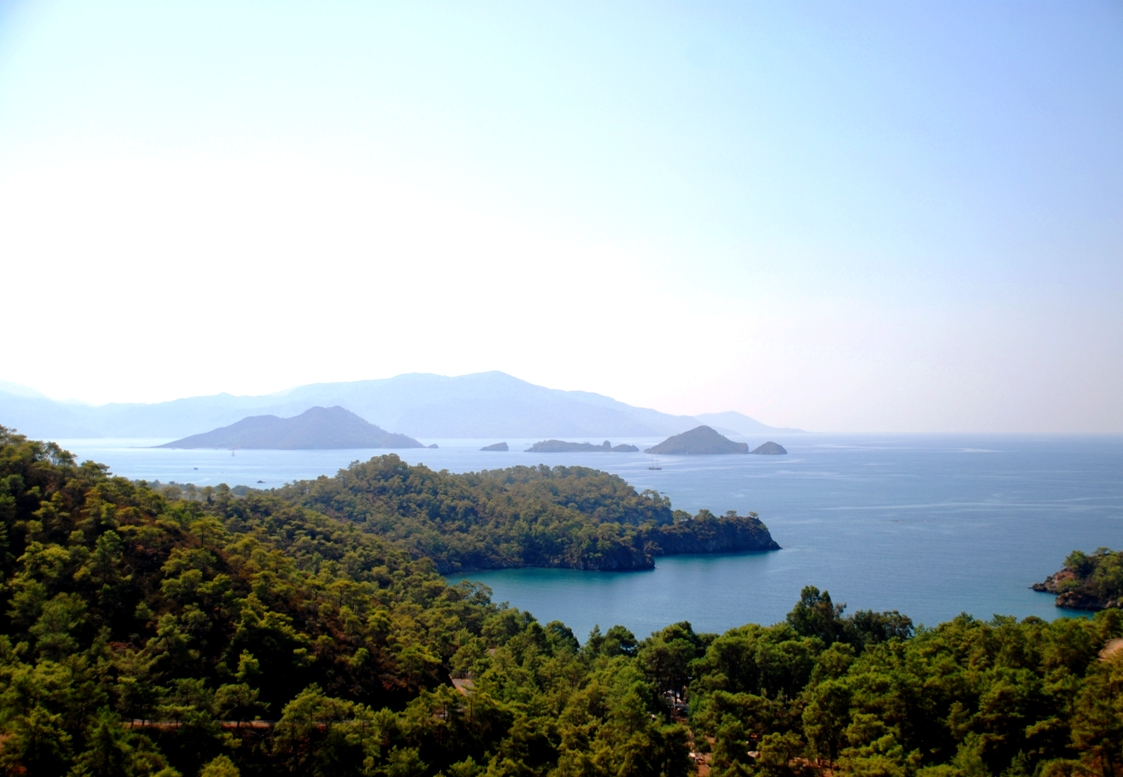
Katrancı Adası
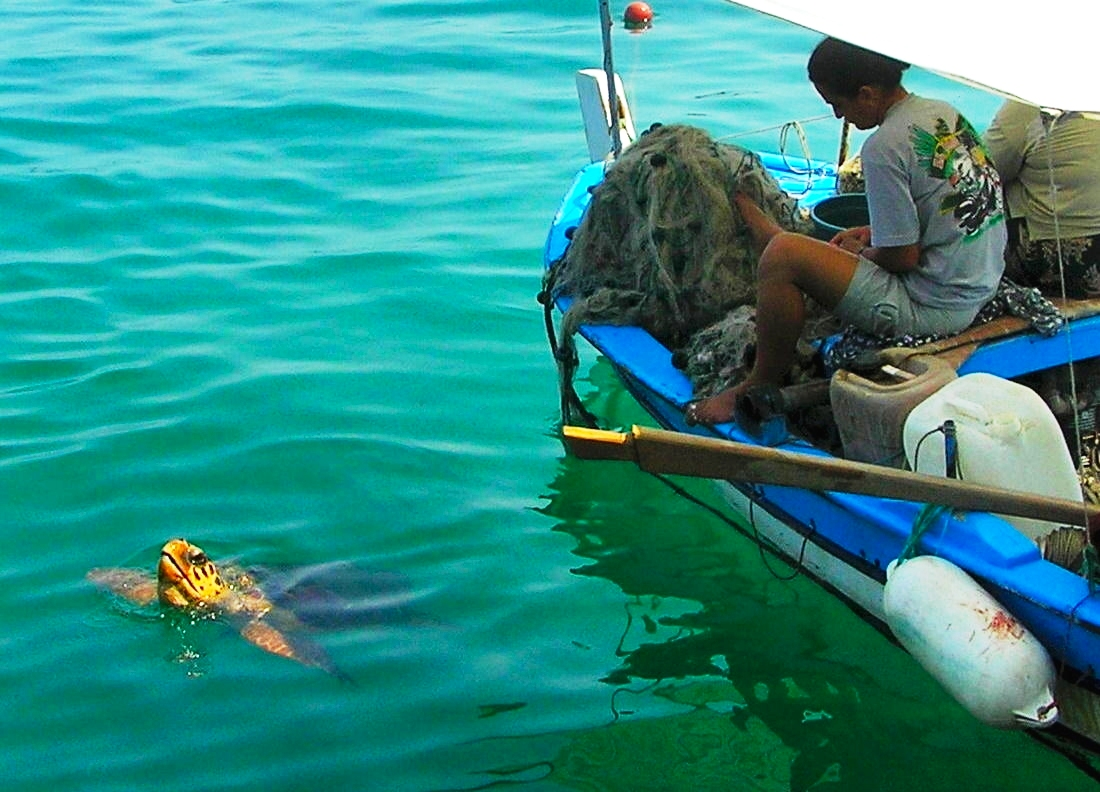
Caretta Caretta